# Women of Honor World Championship
El Women of Honor World Championship (Campeonato Mundial Femenino de Honor, en español) fue un campeonato femenino de lucha libre profesional creado y utilizado por la compañía estadounidense Ring of Honor (ROH). Fue establecido el 15 de diciembre de 2017, y la campeona inaugural fue coronada en la final de un torneo, que comenzó a realizarse el 20 de enero de 2018.
Es el campeonato femenino de mayor antigüedad dentro de la compañía y el único en actividad, presentándose como el de mayor prestigio. Los combates por el campeonato suelen ser el parte de los eventos pago por visión de la empresa — incluido Final Battle, el evento más importante de ROH. El nombre del campeonato viene del concepto «Women of Honor», que es la manera en que la empresa denomina a sus luchadoras.

## Historia
Tras el gran y moderado número de luchadoras en Ring of Honor, la empresa decidió crear un campeonato para la división femenina con un resultado positivo de acuerdo a aprobar el proyecto. En el evento Final Battle se confirmó la creación del nuevo campeonato, el cual llevaría por nombre Campeonato Femenino de Honor. Para el 20 de enero de 2018, se iniciarán las primeras rondas de un torneo con eliminación directa y así, coronar a la inaugural campeona en la final. El torneo recibirá obviamente a las luchadoras de Ring of Honor, pero así mismo a luchadoras de World Wonder Ring Stardom, empresa de lucha libre que opera en Japón.

### Torneo por el título
Pin=conteo de tres; Sub=rendición
|  | Octavos de final                               | Octavos de final                               |                  |     | Cuartos de final | Cuartos de final |  |  | Semifinales                          | Semifinales                          |  |  | Final                                     | Final                                     |
|  | enero de 2018 - marzo de 2018 ROH.tv y Stardom | enero de 2018 - marzo de 2018 ROH.tv y Stardom |                  |     | marzo de 2018    | marzo de 2018    |  |  | 7 de abril de 2018 Festival of Honor | 7 de abril de 2018 Festival of Honor |  |  | 7 de abril de 2018 Supercard of Honor XII | 7 de abril de 2018 Supercard of Honor XII |
|  |                                                |                                                |                  |     |                  |                  |  |  |                                      |                                      |  |  |                                           |                                           |
|  |                                                |                                                |                  |     |                  |                  |  |  |                                      |                                      |  |  |                                           |                                           |
|  |                                                |                                                |                  |     |                  |                  |  |  |                                      |                                      |  |  |                                           |                                           |
|  | Mandy Leon                                     | Pin                                            |                  |     |                  |                  |  |  |                                      |                                      |  |  |                                           |                                           |
|  | Mandy Leon                                     | Pin                                            |                  |     |                  |                  |  |  |                                      |                                      |  |  |                                           |                                           |
|  | Madison Rayne                                  | [ 2 ]                                          |                  |     |                  |                  |  |  |                                      |                                      |  |  |                                           |                                           |
|  | Madison Rayne                                  | [ 2 ]                                          | Mandy Leon       |     |                  |                  |  |  |                                      |                                      |  |  |                                           |                                           |
|  |                                                |                                                |                  |     |                  |                  |  |  |                                      |                                      |  |  |                                           |                                           |
|  |                                                | Kelly Klein                                    | Pin              |     |                  |                  |  |  |                                      |                                      |  |  |                                           |                                           |
|  | Jessie Brooks                                  | Kelly Klein                                    | Pin              |     |                  |                  |  |  |                                      |                                      |  |  |                                           |                                           |
|  |                                                |                                                |                  |     |                  |                  |  |  |                                      |                                      |  |  |                                           |                                           |
|  | Kelly Klein                                    | Pin                                            |                  |     |                  |                  |  |  |                                      |                                      |  |  |                                           |                                           |
|  | Kelly Klein                                    | Pin                                            | Kelly Klein      | Pin |                  |                  |  |  |                                      |                                      |  |  |                                           |                                           |
|  |                                                |                                                |                  | Pin |                  |                  |  |  |                                      |                                      |  |  |                                           |                                           |
|  |                                                | Mayu Iwatani                                   |                  |     |                  |                  |  |  |                                      |                                      |  |  |                                           |                                           |
|  | HZK                                            |                                                |                  |     |                  |                  |  |  |                                      |                                      |  |  |                                           |                                           |
|  |                                                |                                                |                  |     |                  |                  |  |  |                                      |                                      |  |  |                                           |                                           |
|  | Mayu Iwatani                                   | Pin                                            |                  |     |                  |                  |  |  |                                      |                                      |  |  |                                           |                                           |
|  | Mayu Iwatani                                   | Pin                                            | Mayu Iwatani     | Pin |                  |                  |  |  |                                      |                                      |  |  |                                           |                                           |
|  |                                                |                                                |                  | Pin |                  |                  |  |  |                                      |                                      |  |  |                                           |                                           |
|  |                                                | Deonna Purrazzo                                |                  |     |                  |                  |  |  |                                      |                                      |  |  |                                           |                                           |
|  | Deonna Purrazzo                                | Sub                                            |                  |     |                  |                  |  |  |                                      |                                      |  |  |                                           |                                           |
|  | Deonna Purrazzo                                | Sub                                            |                  |     |                  |                  |  |  |                                      |                                      |  |  |                                           |                                           |
|  | Holidead                                       |                                                |                  |     |                  |                  |  |  |                                      |                                      |  |  |                                           |                                           |
|  | Kelly Klein                                    |                                                |                  |     |                  |                  |  |  |                                      |                                      |  |  |                                           |                                           |
|  |                                                |                                                |                  |     |                  |                  |  |  |                                      |                                      |  |  |                                           |                                           |
|  |                                                | Sumie Sakai                                    | Pin              |     |                  |                  |  |  |                                      |                                      |  |  |                                           |                                           |
|  | Jenny Rose                                     | Sumie Sakai                                    | Pin              | Pin |                  |                  |  |  |                                      |                                      |  |  |                                           |                                           |
|  | Jenny Rose                                     |                                                |                  | Pin |                  |                  |  |  |                                      |                                      |  |  |                                           |                                           |
|  | Kagetsu                                        |                                                |                  |     |                  |                  |  |  |                                      |                                      |  |  |                                           |                                           |
|  | Kagetsu                                        |                                                |                  |     |                  |                  |  |  |                                      |                                      |  |  |                                           |                                           |
|  |                                                |                                                |                  |     |                  |                  |  |  |                                      |                                      |  |  |                                           |                                           |
|  |                                                | Sumie Sakai                                    | Pin              |     |                  |                  |  |  |                                      |                                      |  |  |                                           |                                           |
|  | Hana Kimura                                    | Sumie Sakai                                    | Pin              |     |                  |                  |  |  |                                      |                                      |  |  |                                           |                                           |
|  |                                                |                                                |                  |     |                  |                  |  |  |                                      |                                      |  |  |                                           |                                           |
|  | Sumie Sakai                                    | Pin                                            |                  |     |                  |                  |  |  |                                      |                                      |  |  |                                           |                                           |
|  | Sumie Sakai                                    | Pin                                            | Sumie Sakai      | Pin |                  |                  |  |  |                                      |                                      |  |  |                                           |                                           |
|  |                                                |                                                |                  | Pin |                  |                  |  |  |                                      |                                      |  |  |                                           |                                           |
|  |                                                | Tenille Dashwood                               |                  |     |                  |                  |  |  |                                      |                                      |  |  |                                           |                                           |
|  | Stacy Shadows                                  |                                                |                  |     |                  |                  |  |  |                                      |                                      |  |  |                                           |                                           |
|  |                                                |                                                |                  |     |                  |                  |  |  |                                      |                                      |  |  |                                           |                                           |
|  | Tenille Dashwood                               | Pin                                            |                  |     |                  |                  |  |  |                                      |                                      |  |  |                                           |                                           |
|  | Tenille Dashwood                               | Pin                                            | Tenille Dashwood |     |                  |                  |  |  |                                      |                                      |  |  |                                           |                                           |
|  |                                                |                                                |                  |     |                  |                  |  |  |                                      |                                      |  |  |                                           |                                           |
|  |                                                | Brandi Rhodes                                  | Pin              |     |                  |                  |  |  |                                      |                                      |  |  |                                           |                                           |
|  | Brandi Rhodes                                  | Brandi Rhodes                                  | Pin              | Pin |                  |                  |  |  |                                      |                                      |  |  |                                           |                                           |
|  | Brandi Rhodes                                  |                                                |                  | Pin |                  |                  |  |  |                                      |                                      |  |  |                                           |                                           |
|  | Karen Q                                        |                                                |                  |     |                  |                  |  |  |                                      |                                      |  |  |                                           |                                           |
|  |                                                |                                                |                  |     |                  |                  |  |  |                                      |                                      |  |  |                                           |                                           |

## Nombres
| Nombre                            | Años                                           |
| --------------------------------- | ---------------------------------------------- |
| Women of Honor Championship       | 15 de diciembre de 2017 — 25 de agosto de 2018 |
| Women of Honor World Championship | 25 de agosto de 2018 — 12 de febrero de 2020   |

## Campeonas
El Campeonato Mundial Femenil de Honor es el campeonato femenino de la empresa, creado a finales de 2017 en un torneo femenil. Desde esto, ha habido 4 distintos campeonas oficiales, repartidos en 5 reinados en total. Sumie Sakai, Mayu Iwatani y Angelina Love son las tres luchadoras no estadounidenses que han ostentado el título.
El reinado más largo en la historia del título le pertenece a Sumie Sakai, quien mantuvo el campeonato por 251 días en su primer reinado. Por otro lado, Angelina Love posee el reinado más corto en la historia del campeonato, con 15 días con el título en su haber.
En cuanto a los días en total como campeona (un acumulado entre la suma de todos los días de los reinados individuales de cada luchadora), Kelly Klein también posee el primer lugar con 312 días como campeona en sus tres reinados. Le siguen Sumie Sakai (251 días en su único reinado), Mayu Iwatani (55 días en su único reinado), y Angelina Love (15 días en su único reinado).
La campeona más joven en la historia es Mayu Iwatani, quien a los 25 años y 356 días derrotó a Kelly Klein el 10 de febrero de 2019 en Bound By Honor. En contraparte, la campeona más vieja es Sumie Sakai, quien a los 46 años y 134 días derrotó a Kelly Klein en la final de un torneo el 7 de abril de 2018 en Supercard of Honor XII. En cuanto al peso de las campeonas, Kelly Klein es la más pesada con 73 kilogramos, mientras que Mayu Iwatani es la más liviana con 52 kilogramos.
Por último, Kelly Klein es la luchadora que más reinados posee con 3.

### Lista de campeonas
|   | Luchadora     | N.º | Fecha                    | Días | Show o evento              | Notas y referencias |
| - | ------------- | --- | ------------------------ | ---- | -------------------------- | --- |
| 1 | Sumie Sakai   | 1   | 7 de abril de 2018       | 251  | Supercard of Honor XII     | Derrotó a Kelly Klein en la final de un torneo. El 25 de agosto de 2018, el título se renombró como Women of Honor World Championship. |
| 2 | Kelly Klein   | 1   | 14 de diciembre de 2018  | 58   | Final Battle               | Fue un Four Corner Survival Match, el cual incluyó a Karen Q y Madison Rayne.                                                          |
| 3 | Mayu Iwatani  | 1   | 10 de febrero de 2019    | 55   | Bound By Honor             | [ 5 ] |
| 4 | Kelly Klein   | 2   | 6 de abril de 2019       | 174  | G1 Supercard               | [ 6 ] |
| 5 | Angelina Love | 1   | 27 de septiembre de 2019 | 15   | Death Before Dishonor XVII | [ 7 ] |
| 6 | Kelly Klein   | 3   | 12 de octubre de 2019    | 81   | Glory By Honor XVII        | [ 8 ] |
| — | Vacante       | —   | 1 de enero de 2020       | —    | —                          | Debido a que Klein fue despojada del título tras una disputa contractual.                                                              |
| — | Desactivado   | —   | 12 de febrero de 2020    | —    | —                          | El Campeonato Mundial Femenil de Honor fue posteriormente retirado y reemplazado por el Campeonato Mundial Femenino de ROH.            |

### Total de días con el título
La siguiente lista muestra el total de días que un luchador ha poseído el campeonato si se suman todos los reinados que posee. Actualizado a la fecha del 29 de junio de 2025.
| + | Indica al campeón actual |

| N.º | Campeona      | Reinados | Total de días |
| --- | ------------- | -------- | ------------- |
| 1   | Kelly Klein   | 3        | 312           |
| 2   | Sumie Sakai   | 1        | 251           |
| 3   | Mayu Iwatani  | 1        | 55            |
| 4   | Angelina Love | 1        | 15            |

### Mayor cantidad de reinados
| Reinados | Luchadora (s) |
| -------- | ------------- |
| 3 veces  | Kelly Klein   |